# Måns Eriksson (musiker)
Måns Eriksson, född 1965, är en svensk musiker, kompositör, ljudtekniker och röstskådespelare.

## Biografi
Eriksson har en bakgrund som trummis och spelade med Constrictor 1979–1984, Mr Soul & his Marshmallows 1985, Farbror Blå 1989–1992 och Melony 1994–1999.
Under en period från 1987 arbetade han som musiklärare i Nykvarn. Han var även kortvarigt programledare och VJ för programmen  Blå Timmen och Piff i ZTV:s barndom.
Senare under 1990-talet började Eriksson arbeta som ljudtekniker och producent på dubbningsföretaget Eurotroll. Där deltog han ofta även som röstskådespelare. Han var också delaktig i produktionen av Smurfhits och sjöng in flera låtar.
Runt 2003 lämnade Eriksson Stockholm och flyttade till Varberg. Han fortsatte arbeta med dubbning av TV-program för Eurotroll, men arbetade därefter med mixning utifrån en studio i hemmet. Han såg dock till att serien Pip och den stora vida världen dubbades lokalt i Varberg inför dess sändning 2008.
I Varberg bildade Eriksson bandet Ghettogheters tillsammans med Nisse Berglund och Jonas Svensson. Det bytte 2006 namn till Money Joe. Han har också komponerat vinjetten till programmet Min sanning som började sändas 2012.